# توكومادي
توكومادي هي بلدية ريفية في جنوب موريتانيا، تقع في مقاطعة كيهيدي بولاية كوركول.

## جغرافية
تقع البلدة في الجنوب الغربي في منطقة كوركول وتمتد على مساحة 755 كم²، يحدها من الشمال بلدية لكصيبة، ومن الشرق بلدية تفوند سيفي، ومن الغرب نهر السنغال الذي يشكل الحدود مع السنغال، وبلدية جول؛ تنقسم البلدية إلى عدة مناطق، أكبرها قرية توكومادي، تقع على ضفة نهر السنغال، وعلى بعد حوالي 55 كم شرق كيهيدي، وهي مقسمة إلى منطقتين.

## تاريخ
تأسست قرية توكومادي عام 1929. وحسب أمر في 20 أكتوبر 1987 أصبحت بلدية من بلديات موريتانيا.

## السكان
وحسب التعداد العام للسكان والمساكن لعام 2000، كان عدد سكان البلدية حوالي 6 184 نسمة. وفي عام 2013، كان عدد سكان البلدية حوالي 9 939 نسمة، بمعدل نمو سنوي قدره 3,9 % على مدى 13 عامًا.

## اقتصاد
الزراعة هي مصدر اقتصاد المدينة، مثلها مثل جميع البلديات تقريبًا في المنطقة، لكنه هش بسبب الظروف المناخية أو قلة الإمكانيات للمزارعين، وللتعامل مع هذه المعوقات، تقوم الدولة أو المنظمات غير الحكومية المختلفة بتمويل المشاريع التي تعمل على تحسين الظروف المعيشية للسكان.